# Thanks a million (アルバム)
『Thanks a million』（サンクス・ア・ミリオン）は、佐藤ひろ美の3作目のベストアルバム。2016年12月29日にういんどみるから発売された。

## 概要
佐藤のアルバムとしては前作『RiSE』以来、4年4か月ぶりのリリースとなる。
本作は、2016年の佐藤の引退発表後初となるリリース。佐藤の歌手活動を記念してういんどみるからリリースされたもので、佐藤が同ブランドに提供した全11曲が収録されている。コミックマーケット91ういんどみるブースにて限定販売され、一般販売されなかった。
付属ブックレットには各曲の歌詞に加え、本人からリスナーへの直筆のコメントや収録曲でフィーチャーされたNANA、Faylan、KOTOKOからお寄せいただいた直筆のコメントが入れられている。
キャッチコピーは「歌姫 佐藤ひろ美に100万回の「ありがとう!」」。
一般的なCD販売店には流通しておらず、オリコンなどのランキングにも登場していない。

## 収録曲
1. ZERO
作詞：kanoko / 作曲・編曲：菊田大介（Elements Garden）
PCゲーム『はぴねす!』オープニングテーマ
2. with you…
作詞：kanoko / 作曲・編曲：菊田大介（Elements Garden）
PCゲーム『はぴねす!りらっくす』エンディングテーマ
アルバム初収録。
3. One Dream
作詞：kanoko / 作曲・編曲：菊田大介（Elements Garden）
PCゲーム『ツナガル★バングル』オープニングテーマ
4. ツナガル☆ミライ
作詞：佐藤ひろ美 / 作曲：上松範康（Elements Garden） / 編曲：菊田大介（Elements Garden）
PCゲーム『ツナガル★バングル』エンディングテーマ
5. 大スキ!のち大スキ!
作詞：佐藤ひろ美 / 作曲・編曲：藤田淳平（Elements Garden）
PCゲーム『ツナバンらぶみくす』エンディングテーマ
6. 祝福のカンパネラ
歌：佐藤ひろ美＆NANA
作詞：佐藤ひろ美 / 作曲：上松範康（Elements Garden） / 編曲：菊田大介（Elements Garden）
PCゲーム『祝福のカンパネラ』オープニングテーマ
7. 祝祭のカンパネラ!
作詞：佐藤ひろ美 / 作曲：上松範康（Elements Garden） / 編曲：菊田大介（Elements Garden）
PCゲーム『祝祭のカンパネラ!』オープニングテーマ
8. Witch's Garden
歌：佐藤ひろ美＆飛蘭
作詞：佐藤ひろ美 / 作曲：上松範康（Elements Garden） / 編曲：菊田大介（Elements Garden）
PCゲーム『ウィッチズガーデン』オープニングテーマ
アルバム初収録。
9. Prologue
作詞：佐藤ひろ美 / 作曲・編曲：藤間仁（Elements Garden）
PCゲーム『ウィッチズガーデン』エンディングテーマ
アルバム初収録。
10. My 1st Love
作詞：RUCCA / 作曲・編曲：喜多智弘（Elements Garden）
PCゲーム『春風センセーション!』エンディングテーマ
アルバム初収録。
11. ウィザーズコンプレックス
歌：佐藤ひろ美＆KOTOKO
作詞：佐藤ひろ美 / 作曲：上松範康（Elements Garden） / 編曲：末益涼太（Elements Garden）
PCゲーム『ウィザーズコンプレックス』オープニングテーマ
アルバム初収録。